# I'll Be Back (canción)
«I'll Be Back» es una composición de John Lennon acreditada a Lennon-McCartney, y grabada por The Beatles para el álbum de la banda sonora de su película A Hard Day's Night. La canción no apareció en Estados Unidos hasta su publicación, pasados cinco meses, en el álbum Beatles '65. I'll be back es la última del álbum.

## Estructura
De acuerdo con el crítico musical Ian MacDonald, John Lennon creó la canción basándose en los acordes de la canción «Runaway», de Del Shannon, que había sido un éxito en el Reino Unido en abril de 1961. El autor Bill Harry escribió: «[Lennon] sólo re-elaboró los acordes del tema que había publicado Shannon y llegó con una canción completamente diferente».
Con su lírica conmovedora y guitarras acústicas al estilo flamenco, «I'll Be Back» posee un aire trágico. Inusual para una canción pop, oscila entre las claves mayor y menor, aparece con dos puentes diferentes y carece totalmente de un acompañamiento coral. El fade-out con que termina la canción es inesperadamente repentino, dando la impresión de haber finalizado a medio verso del final de la canción.

## Grabación
The Beatles grabaron «I'll Be Back» en 16 tomas el 1 de junio de 1964. Las nueve primeras fueron las pistas rítmicas, y las siete últimas fueron la voz principal doblada a dos pistas y el acompañamiento armónico, más una sobre-grabación de guitarra de Paul McCartney.
En Anthology 1 se incluye la toma dos de «I'll Be Back», realizada en 6/8 de tiempo. La grabación se quebró cuando John Lennon se trastabilló con las palabras en el puente, quejándose sobre la toma que «es muy difícil de cantar». La posterior toma, también incluida en Anthology y la que se usó finalmente, se llevó a cabo en un tiempo de 4/4.

## Personal
- John Lennon - voz (doblada a dos pistas), guitarra rítmica acústica (Gibson J-160e).
- Paul McCartney - armonía vocal, bajo (Höfner 500/1 63´).
- George Harrison -  guitarra clásica (José Ramírez III).
- Ringo Starr - batería (Ludwig Downbeat Oyster Black Pearl).

Personal por Ian MacDonald
MacDonald no estaba seguro de si Harrison había participado en la parte de la armonía vocal.

## Versiones
- En 1971, la banda mexicana El Amor hizo una versión en español con el nombre de «Si me dejaras» en su disco homónimo.[4]

- La Banda de rock pop malaya "The Quests", la versionó también, bajo el título de "Aku Kembali Lagi".